# Chen Ding
Chen Ding (Yunnan, 5 de agosto de 1992) é um atleta e campeão olímpico chinês, especializado na marcha atlética.
Conquistou a medalha de ouro na marcha dos 20 km em Londres 2012, com o tempo de 1h18m46s, novo recorde olímpico. Aos 19 anos - tornou-se campeão olímpico na véspera de completar 20 anos - é o mais novo atleta campeão olímpico da modalidade.
Em 2013 conquistou a medalha de prata no Campeonato Mundial de Atletismo realizado em Moscou, marcando 1:21:09 para os 20 km disputados debaixo de forte calor. Em 2019 recebeu a medalha de ouro com a desclassificação por doping do vencedor original, Aleksandr Ivanov, da Rússia.
Na Rio 2016, Ding conquistou apenas o 39º lugar e viu seu compatriota Wang Zhen, medalha de bronze em Londres, tornar-se campeão olímpico.